# 1882
1882 (MDCCCLXXXII) fue un año común comenzado en domingo según el calendario gregoriano.

## Acontecimientos

### Enero
- 4 de enero: en Galicia aparece el periódico La Voz de Galicia.

### Febrero
- 26 de febrero :Fundación de la comuna de Nueva Imperial en la región de la Araucanía Chile

### Marzo
- 12 de marzo: fundación de la comuna de Curacautín, Chile.
- 22 de marzo: en Colombia se funda el diario El Espectador.
- 23 de marzo: Se proclama de Reino de Serbia
- 26 de marzo: en Ecuador se da inicio a la Guerra civil ecuatoriana de 1882-1883.

### Mayo
- 22 de mayo: en Viena se firma la Triple Alianza.

### Julio
- 17 de julio: Comienza la Expedición científica francesa al Cabo de Hornos.

### Agosto
- 12 de agosto: en la provincia de La Pampa (Argentina) se funda la ciudad de General Acha.

### Septiembre
- 7 de septiembre: en Panamá un terremoto de 8,3 provoca un gran tsunami de 3 metros de altura causando la muerte de 250 personas.
- 27 de septiembre: en Ciudad de México (México), se firma el Tratado de Límites que pone fin a las hostilidades del Conflicto entre Guatemala y México de 1842 y 1882.

### Octubre
- 7 al 9 de octubre: la provincia de Pinar del Río (Cuba) es arrasada por un huracán.

### Noviembre
- 7 de noviembre: Un terremoto de 6,6 sacude el estado de Colorado, Estados Unidos.
- 19 de noviembre: en la provincia de Buenos Aires (Argentina) se funda su nueva capital, la ciudad de La Plata.

### Diciembre
- 26 de diciembre: en la provincia de San Juan (Argentina) se funda el departamento Veinticinco de Mayo.

### Fechas desconocidas
- Egipto: el ejército británico ocupa todo el país, que pasa a ser «protectorado» inglés.

## Arte y literatura
- En Barcelona comienza la construcción del Templo Expiatorio de la Sagrada Familia.
- Robert Louis Stevenson: La historia de una mentira y Nueve noches árabes.
- Friedrich Nietzsche: La gaya ciencia.

## Deporte
- En Japón, Jigorō Kanō crea el deporte del yudo a partir del jiujitsu y otras artes marciales.

## Música
- 1 de mayo: primer concierto de la Orquesta Filarmónica de Berlín.
- 26 de julio: en el Festspielhaus de Bayreuth (Alemania) se estrena Parsifal, de Richard Wagner.
- 20 de agosto: Estreno de la Obertura 1812 de Chaikovski en Moscú.

## Ciencia y tecnología
- Robert Koch descubre el bacilo de la tuberculosis.
- Flower describe por primera vez el calderón de hocico austral (Hyperoodon planifrons).

## Nacimientos

### Enero
- 1 de enero: Khan Muhammad Khan, político y militar pakistaní (f. 1961)
- 7 de enero: Raimundo Martín, obispo guatemalteco (f. 1975).
- 9 de enero: Pável Florenski, religioso, filósofo y matemático ruso (f. 1937).
- 12 de enero: José Luis Tejada Sorzano, presidente boliviano (f. 1938).
- 16 de enero: Ernestina Lecuona, compositora, pianista y docente cubana (f. 1951).
- 25 de enero: Virginia Woolf, escritora británica (f. 1941).
- 30 de enero: Franklin D. Roosevelt, político estadounidense y 32º presidente desde 1933 hasta 1945 (f. 1945).

### Febrero
- 2 de febrero: James Joyce, escritor irlandés (f. 1941).
- 28 de febrero: José Vasconcelos Calderón, abogado y filósofo mexicano (f. 1959).

### Marzo
- 12 de marzo: Carlos Blanco Galindo, militar y presidente boliviano (f. 1943).

### Abril
- 3 de abril: Richard Fall, director de orquesta y compositor checo (f. 1945).
- 14 de abril: Moritz Schlick, físico y filósofo alemán (f. 1936).
- 17 de abril: Artur Schnabel, compositor y pianista austriaco (f. 1951).
- 19 de abril: Getúlio Vargas, político brasileño, cuatro veces presidente (f. 1954).
- 29 de abril: Alexandre Koyré, filósofo francés de origen ruso.

### Mayo
- 1 de mayo: Fernando Aguirre, actor español (f. 1965).
- 5 de mayo: Sylvia Pankhurst, activista, sufragista, pacifista internacionalista (f. 1960).
- 13 de mayo: Georges Braque, pintor y escultor francés (f. 1963).
- 16 de mayo: Anne O’Hare McCormick, periodista estadounidense de origen británico, ganadora del premio Pulitzer (f. 1954).
- 18 de mayo: 
  - Gian Francesco Malipiero, compositor italiano (f. 1973);
  - Eduardo Fabini, compositor de música clásica uruguaya (f. 1950).
- 20 de mayo: Sigrid Undset, escritora noruega, premio Nobel de Literatura en 1928 (f. 1949).
- 31 de mayo: Juan Luque de Serrallonga, entrenador de fútbol español (f. 1967).

### Junio
- 17 de junio: Ígor Stravinski, compositor ruso (f. 1971).
- 27 de junio: Eduard Spranger, filósofo y psicólogo alemán (f. 1963).

### Julio
- 3 de julio: Enrique Ferrarese, constructor y empresario ítaloargentino (f. 1968).
- 4 de julio: Omananda Puri (Maud McCarthy), violinista británica (f. 1967).
- 5 de julio: Inayat Khan, sufí indio (f. 1927).
- 22 de julio: Edward Hopper, pintor estadounidense (f. 1967).

### Agosto
- 5 de agosto: Hernando Siles Reyes, presidente boliviano (f. 1942).
- 26 de agosto: 
  - James Franck, físico y químico estadounidense, premio Nobel de Física en 1925 (f. 1964).
  - Jorge Volio Jiménez, sacerdote, militar y político costarricense (f. 1955).

### Septiembre
- 1 de septiembre: Augusto Constancio Coello Estévez, escritor, catedrático, poeta y político hondureño (f. 1941).
- 18 de septiembre: Ulrica Nisch, religiosa católica alemana (f. 1913).
- 20 de septiembre: Luis Pardo Villalón, marino chileno, piloto del escampavía Yelcho que efectuó el rescate de los náufragos de la expedición de Ernest Shackleton (f. 1935).
- 22 de septiembre: Wilhelm Keitel, mariscal de campo alemán y jefe del Alto Mando de la Werhmacht (f. 1946).
- 26 de septiembre: Jesús María Semprúm, poeta, narrador y cronista venezolando, padre de la crítica literaria en ese país (f. 1931).

### Octubre
- 5 de octubre: Robert Hutchings Goddard, inventor estadounidense (f. 1945).
- 14 de octubre: Éamon de Valera, político irlandés (f. 1975).
- 19 de octubre: Umberto Boccioni, pintor y escultor italiano (f. 1916).
- 20 de octubre: Béla Lugosi, actor rumano (f. 1956).
- 21 de octubre: 
  - Margaret Dumont, actriz estadounidense (f. 1965).
  - Maximiliano Hernández Martínez, militar salvadoreño (f. 1966).
- 29 de octubre: Jean Giraudoux, escritor francés (f. 1944).

### Noviembre
- 17 de noviembre: Adolf Abel, arquitecto alemán (f. 1968).
- 21 de noviembre: María Roësset Mosquera, pintora española  (f. 1921).
- 26 de noviembre: Kai Nielsen, escultor danés (f. 1924).

### Diciembre
- 9 de diciembre: Joaquín Turina, compositor español (f. 1949).
- 11 de diciembre: Max Born, físico alemán, premio Nobel de Física en 1954 (f. 1970).
- 12 de diciembre: Akiba Rubinstein, ajedrecista polaco (f. 1961).
- 16 de diciembre: Walter Meissner, físico alemán (f. 1974).
- 23 de diciembre: Mokichi Okada, religioso y artista japonés, creador de la técnica Johrei (f. 1955).

### Fechas desconocidas
- Abd el-Krim, líder independentista marroquí (f. 1963).
- Joaquín López Robles, político y farmacéutico español (f. 1964).
- H. T. Silcock, misionero inglés (f. 1969).

## Fallecimientos

### Enero
- 3 de enero: William Harrison Ainsworth, novelista inglés (n. 1805).
- 7 de enero: Ignacy Łukasiewicz, inventor polaco (n. 1822).
- 23 de enero: Karl-Maria Kertbeny, escritor húngaro, activista de los derechos de los homosexuales (n. 1824).
- 31 de enero: Aquilino Benito Pérez, bandolero español (n. ?).

### Marzo
- 14 de marzo: Joaquín Pacheco Colás, administrador de la Hacienda pública, español (n. 1823).

### Abril
- 3 de abril: Jesse James, pistolero estadounidense (n. 1847).
- 19 de abril: Charles Darwin, científico británico (n. 1809).
- 30 de abril: Ramón Mesonero Romanos, escritor español (n. 1803).

### Junio
- 2 de junio: Giuseppe Garibaldi, militar y político italiano (n. 1807).
- 24 de junio: Joachim Raff, compositor germano-suizo (n. 1822).

### Julio
- 9 de julio: Ignacio Carrera Pinto, militar chileno (n. 1848).
- 5 de julio: Antonio Aguilar y Vela, astrónomo español (n. 1820).

### Agosto
- 19 de agosto: Juan Manuel de Manzanedo, comerciante, banquero, empresario y esclavista español (n. 1803).

### Septiembre
- 8 de septiembre: Joseph Liouville, matemático francés (n. 1809).

### Octubre
- 30 de octubre: Olegario Víctor Andrade, poeta, periodista y político argentino (n. 1839).

### Noviembre
- 1 de noviembre: Alejandro Mon y Menéndez, político español (n. 1801).
- 20 de noviembre: Henry Draper, médico astrónomo amateur estadounidense (n. 1837).

### Diciembre
- 27 de diciembre: Giovanni Losi, misionero comboniano italiano (n. 1838).

### Fechas desconocidas
- Denis Vrain-Lucas, falsificador francés (n. 1818).